# Marie-Clotilde-Inès Moitessier
Marie-Clotilde-Inès Moitessier, il cui cognome da nubile era de Foucauld, anche riportato come Defoucault (Mirecourt, 24 aprile 1821 – Parigi, 10 luglio 1897), è stata una nobildonna francese, nota per essere stata ritratta in due dipinti del pittore francese Jean-Auguste-Dominique Ingres.

## Biografia
Marie-Clotilde-Inès de Foucauld nacque nel 1821 ed era la figlia di Charles-Édouard-Armand de Foucauld e di Clotilde-Eugénie Belfoy: suo padre era un funzionario del governo francese che si occupava dell'amministrazione delle foreste e dei corsi d'acqua. Il 16 giugno del 1842, quando Inès aveva ventuno anni, ella sposò Sigisbert Moitessier, un banchiere vedovo di quarant'anni che si era arricchito importando dei sigari da Cuba. Allora Inès viveva a Parigi con i suoi genitori al numero 3 di rue de Castiglione, nei pressi di piazza Vendôme. Dopo essere rimasta incinta nel mese di luglio di quell'anno, il 19 marzo del 1843 ella diede alla luce una figlia, Clotilde-Marie-Catherine.
Il 23 gennaio del 1862, sua figlia Catherine si sposò con Raymond-Gaspard-Auguste-Emmanuel, visconte di Flavigny. Inès fu inoltre la zia di Charles de Foucauld, che in seguito avrebbe preso i voti con il nome di fratel Carlo di Gesù e che attualmente viene venerato come santo dalla chiesa cattolica. Inès possedeva un castello nei pressi di Louye, nel dipartimento dell'Eure, dove ospitava durante le estati il giovane Charles, che era rimasto orfano di entrambi i genitori. Dopo la guerra franco-prussiana e la conseguente caduta del secondo Impero francese, Inès Moitessier tenne un salotto politico per Louis Buffet, che era il nipote di suo marito e fu più volte un ministro della terza Repubblica. Marie-Clotilde-Inès Moitessier morì nel 1897 nel suo hôtel particulier situato a Parigi, in rue d'Anjou, nell'ottavo arrondissement della città.

## Ritratti ingresiani

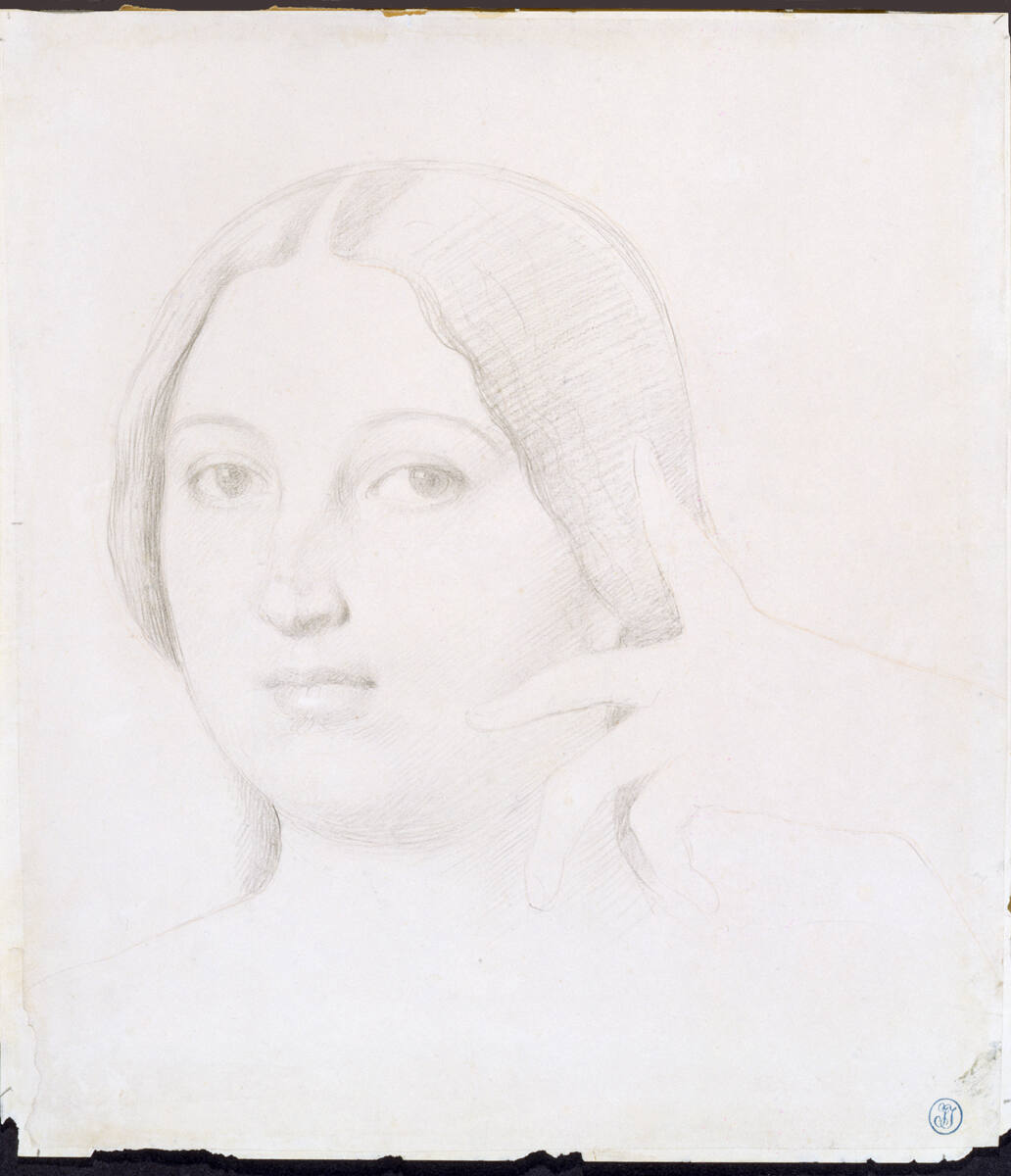
Uno studio per il ritratto di Inès Moitessier, oggi conservato al museo d'arte di Worcester, negli Stati Uniti.

Nel 1844, Charles Marcotte, un amico del pittore Jean-Auguste-Dominique Ingres, suggerì all'artista di dipingere un ritratto di Inès Moitessier, che Marcotte conosceva in quanto era un collega del padre di quest'ultima. All'inizio Ingres era riluttante all'idea di dover dipingere un ennesimo ritratto, dato che egli riteneva che questo genere pittorico lo distogliesse dal suo vero obiettivo, ossia la realizzazione di grandi composizioni a soggetto storico, ma dopo aver conosciuto di persona la signora Moitessier rimase colpito dalla sua bellezza e accettò l'incarico.
Inizialmente Ingres aveva previsto una composizione nella quale era presente anche la figlia dell'effigiata, Clotilde-Marie-Catherine, ma intorno al 1847 egli scartò questa idea. Nel 1849 il pittore smise di lavorare all'opera, dato che sua moglie Madeleine era morta, e nello stesso periodo Inès rimase nuovamente incinta, il che le impedì di posare come prima. Nel 1851, Inès Moitessier scrisse all'artista per ricordargli della commissione, al che Ingres decise di realizzare un nuovo ritratto dalla composizione più semplice, che venne consegnato nel dicembre di quello stesso anno. Questa composizione (oggi a Washington) ritrae Marie-Clotilde-Inès in piedi, davanti a una parete di damasco rossastro, mentre indossa un abito di velluto nero. Cinque anni dopo, anche il primo ritratto venne terminato e consegnato all'effigiata (oggi è conservato a Londra). In questa composizione Inès Moitessier venne ritratta seduta, con una mano sulla guancia, in una posa che riprende un affresco scoperto a Ercolano.